# Colin White (ishockeyspelare född 1997)
Colin Andrew White, född 30 januari 1997 i Hanover i Massachusetts, är en amerikansk professionell ishockeyforward som spelar för Florida Panthers i NHL.
Han har tidigare spelat för Ottawa Senators i NHL; Binghamton Senators och Belleville Senators i AHL; Boston College Eagles i NCAA samt Team USA i USHL.
White draftades av Ottawa Senators i första rundan i 2015 års draft som 21:a spelare totalt.
Den 2 april 2017 skrev White ett treårigt kontrakt på ingångsnivå med Ottawa Senators.

## Statistik
| 2010–2011   | Boston Advantage             | T1EHL       | 10  | 3  | 2  | 5   | 0   | —  | — | — | — | — |
| 2011–2012   | Noble and Greenough Bulldogs |             | 29  | 16 | 28 | 44  | —   | —  | — | — | — | — |
| 2012–2013   | Noble and Greenough Bulldogs |             | 22  | 18 | 14 | 32  | 10  | —  | — | — | — | — |
|             | Cape Cod Whalers             |             | 9   | 6  | 3  | 9   | 0   | —  | — | — | — | — |
| 2013–2014   | Team USA                     | USHL        | 35  | 14 | 14 | 28  | 50  | —  | — | — | — | — |
|             | U.S. National U17 Team       |             | 47  | 33 | 31 | 64  | 79  | —  | — | — | — | — |
|             | U.S. National U18 Team       |             | 8   | 1  | 2  | 3   | 4   | —  | — | — | — | — |
| 2014–2015   | Team USA                     | USHL        | 29  | 4  | 13 | 17  | 10  | —  | — | — | — | — |
|             | U.S. National U18 Team       |             | 54  | 23 | 31 | 54  | 28  | —  | — | — | — | — |
| 2015–2016   | Boston College Eagles        | NCAA        | 37  | 19 | 24 | 43  | 46  | —  | — | — | — | — |
| 2016–2017   | Ottawa Senators              | NHL         | 2   | 0  | 0  | 0   | 0   | 1  | 0 | 0 | 0 | 0 |
|             | Boston College Eagles        | NCAA        | 35  | 16 | 17 | 33  | 46  | —  | — | — | — | — |
|             | Binghamton Senators          | AHL         | 3   | 1  | 2  | 3   | 2   | —  | — | — | — | — |
| 2017–2018   | Ottawa Senators              | NHL         | 21  | 2  | 4  | 6   | 8   | —  | — | — | — | — |
|             | Belleville Senators          | AHL         | 47  | 11 | 16 | 27  | 43  | —  | — | — | — | — |
| 2018–2019   | Ottawa Senators              | NHL         | 71  | 14 | 27 | 41  | 24  | —  | — | — | — | — |
| 2019–2020   | Ottawa Senators              | NHL         | 61  | 7  | 16 | 23  | 39  | —  | — | — | — | — |
|             | Belleville Senators          | AHL         | 1   | 0  | 2  | 2   | 0   | —  | — | — | — | — |
| 2020–2021   | Ottawa Senators              | NHL         | 45  | 10 | 8  | 18  | 16  | —  | — | — | — | — |
| 2021–2022   | Ottawa Senators              | NHL         | 24  | 3  | 7  | 10  | 4   | —  | — | — | — | — |
| 2022–2023   | Florida Panthers             | NHL         | 68  | 8  | 7  | 15  | 12  | 21 | 0 | 2 | 2 | 6 |
| NHL totalt  | NHL totalt                   | NHL totalt  | 292 | 44 | 69 | 113 | 103 | 22 | 0 | 2 | 2 | 6 |
| AHL totalt  | AHL totalt                   | AHL totalt  | 51  | 12 | 20 | 32  | 45  | —  | — | — | — | — |
| NCAA totalt | NCAA totalt                  | NCAA totalt | 72  | 35 | 41 | 76  | 92  | —  | — | — | — | — |
| USHL totalt | USHL totalt                  | USHL totalt | 55  | 18 | 27 | 45  | 60  | —  | — | — | — | — |

### Internationellt
| Källa: Uppdaterad: 2023-02-08 | Källa: Uppdaterad: 2023-02-08 | Källa: Uppdaterad: 2023-02-08 |         | Utv = Utvisningsminuter | Utv = Utvisningsminuter | Utv = Utvisningsminuter | Utv = Utvisningsminuter | Utv = Utvisningsminuter |
| År                            | Lag                           | Mästerskap                    | Matcher | Mål                     | Assists                 | Poäng                   | Utv                     |                         |
| ----------------------------- | ----------------------------- | ----------------------------- | ------- | ----------------------- | ----------------------- | ----------------------- | ----------------------- | ----------------------- |
| 2015                          | USA                           | U18-VM                        | 7       | 6                       | 3                       | 9                       | 0                       |                         |
| 2016                          | USA                           | JVM                           | 7       | 3                       | 4                       | 7                       | 4                       |                         |
| 2017                          | USA                           | JVM                           | 7       | 7                       | 1                       | 8                       | 4                       |                         |
| 2018                          | USA                           | VM                            | 10      | 2                       | 1                       | 3                       | 6                       |                         |
| 2019                          | USA                           | VM                            | 8       | 2                       | 1                       | 3                       | 4                       |                         |
| Junior totalt                 | Junior totalt                 | Junior totalt                 | 21      | 16                      | 8                       | 24                      | 8                       |                         |
| Senior totalt                 | Senior totalt                 | Senior totalt                 | 18      | 4                       | 2                       | 6                       | 10                      |                         |